# Peter Dedenbach
Peter Dedenbach (* 16. September 1875 in Köln-Poll; † 2. Mai 1952 in Rösrath) war ein deutscher christlicher Gewerkschafter und Widerstandskämpfer gegen den Nationalsozialismus.

## Leben
Peter Dedenbach wuchs in Köln auf und lernte nach der Volksschule Maschinenschreiner. Er arbeitete in der Deutzer Waggonfabrik. Am 1. April 1900 wurde er Mitglied im Christlichen Metallarbeiterverband. Am 1. Februar 1906 wurde er für die Gewerkschaft Arbeitersekretär in Neuss und ab August 1. Sekretär des Ortskartells der christlichen Gewerkschaften in Köln. Für das Zentrum saß er von 1908 bis 1924 im Kölner Stadtverordnetenkollegium. Am 1. April 1911 trat er eine Stelle als Bezirksleiter für Köln im Zentralverband der Hilfs- und Transportarbeiter, -arbeiterinnen und verschiedener Berufe Deutschlands ein. 
Während seiner gewerkschaftlichen Karriere wurde er Experte für Tariffragen. 1912, auf der 6. Generalversammlung des Verbandes, hielt er ein Grundsatzreferat. Nachdem der Zentralverband der Gemeindearbeiter und Straßenbahner Deutschlands aus dem christlichen Hilfs- und Transportarbeiterverband austrat, wurde Dedenbach zum neuen Vorsitzenden des neu gegründeten Christlichen Gemeinde- und Staatsarbeiterverband gewählt, dessen Sitz nach Köln gelegt wurde. Seine Tätigkeit musste er zwischen Mai 1916 und August 1917 niederlegen, da er Kriegsdienst im Ersten Weltkrieg leistete. Er blieb bis 1932 im Amt und wurde mehrfach wiedergewählt. Seine größte Leistung war die Aufnahme des vorher eigenständig tätigen Verband für die berufliche Kranken- und Wohlfahrtspflege in die gewerkschaft, die schließlich zum Zentralverband der Arbeitnehmer öffentlicher Betriebe und Verwaltungen fusionierte.
Er war Delegierter bei allen Kongressen des Gesamtverbandes christlicher Gewerkschaften Deutschlands und gehörte seit 1926 dem Hauptvorstand an. Von 1920 bis 1933 saß er als Vertreter der Sparte Verkehr im Vorläufigen Reichswirtschaftsrat. Im August 1930 wurde er Vorsitzender der christlichen Fachinternationale des öffentlichen Dienstes.
Während des Dritten Reichs engagierte er sich im christlichen Widerstand und traf sich mit Gesinnungsgenossen im Deutschen Haus in Köln. Er verbüßte wegen seiner Widerstandstätigkeit mehrere Haftstrafen. 
Nach 1945 trat er der CDU bei  und engagierte sich in der Kölner ÖTV.